# Alomon
Alomon (ze starořeckého ἄλλος allos „jiný“ a „feromon“), psáno i allomon je přirozená chemická látka, která zprostředkovává interakci („komunikaci“) mezi organismy. Obecně je allomon chemická látka produkovaná jedincem jednoho druhu za účelem ovlivnit chování jiného druhu.
Allomon patří k mezidruhovým semiochemikáliím (z řeckého semeion – značka, signál).  Semiochemikálie se uvolňují do vnějšího prostředí (čímž se liší od hormonů) a lze je rozdělit z více hledisek, například na feromony (zprostředkovávají vnitrodruhovou interakci) a alelochemikálie, které zprostředkovávají mezidruhovou interakci. Ty lze dělit na allomony, kairomony a synomony.
Allomony poskytují výhody organismům, které je produkují, zatímco kairomony poskytují výhody organismům, které je přijímají, a synomony poskytují výhody producentovi i příjemci (např. vůně rostlin a opylující hmyz).
K allomonům se řadí repelenty (slouží odvrácení útoku či infekce), antibiotika (pomáhají např. aktinobakteriím v konkurenci s dalšími půdními mikroorganismy), únikové látky (usnadňují únik, např. inkoustový oblak hlavonožců), veniny (otravují kořist, např. hadi), atraktanty (vnadidla přitahující kořist k predátorovi) a protilátky (neutralizují vliv veninů nebo jiných agresivních látek).
Produkce allomonů je typická zejména pro rostliny jako forma obrany proti hmyzu. Mnoho druhů hmyzu si však vyvinulo způsob, jak těmto chemickým látkám odolávat. Evoluční závody ve zbrojení probíhají zejména na poli bezproblémové reakce (ať chemické, nebo fyziologické) na takové látky.